# Universidade España
A Universidade España é uma universidade mexicana fundada em 1994 e sediada em Durango, México. Possui quatro campi, em Guadalupe Victoria, Vicente Guerrero, Saltillo e Durango.